# Anastacia
Anastacia Lyn Newton (rozená Newkirk; * 17. září 1968 Chicagu, Illinois) je americká popová zpěvačka, textařka. Fanouškům se vryla do paměti svým zvučným chraplavým hlasem.

## Život

### Začátky (1968-1998)
Narodila se v Chicagu. Její otec Robert Newkirk byl zpěvák a matka Diane Hurley byla herečka v Broadwayském hudebním divadle. Přestěhovali se do New Yorku když byla ještě malé dítě, tam se zapsala na uměleckou dětskou školu na Mannhatanu. Má dva sourozence, starší sestru Shawn a mladšího bratra Briana (autista).
Velmi se zajímala o tanec, ačkoli ji byla zjištěna Crohnova nemoc. Začátkem devadesátých let se začala pravidelně objevovat ve videoklipech vysílaných televizní stanicí MTV. Nejčastěji se objevovala v klipech hudební skupiny Salt'N' Pepa v roce 1988. V roce 1998 vzbudila na MTV pozornost v amatérské pěvecké soutěži, kde se dostala až do finále. Ihned o ni projevilo zájem několik nahrávacích společností.

### Not That Kind (1998-2001)
Její debutové album nazvané Not That Kind spatřilo světlo světa v roce 1999 a zaznamenalo grandiózní úspěchy. Dostalo se do TOP 10 hned v osmi zemích světa.
V Austrálii byla úspěšná hlavně titulní píseň z alba nazvaná I'm Outta Love, která byla za rok 1999 v Austrálii vyhlášena jako nejoblíbenější. Zatímco z I'm Outta Love byl velký hit, další písně z alba už tak velký úspěch nezaznamenaly.

### Freak Of Nature (2001-2003)
Její druhé album Freak of Nature bylo velmi úspěšné ačkoli se v jiných zemích neprodávalo tak dobře jako debut Not That Kind. Titulní píseň z alba Paid My Dues nezažila prodejní žně, ale v rozhlasu byla jednou z nejhranějších.
Deska Freak of Nature vyšla v USA v květnu 2002 a byla věnována památce zesnulé zpěvačky Lisy „Left Eye“ Lopes, která zahynula při autonehodě měsíc před vydáním desky. Lisa spolupracovala s Anastaciou a hodně ji pomohla s debutovým albem.
V roce 2002 spojila své pěvecké síly společně se Shakirou, Celine Dion a Cher a zazpívaly společně na koncertu přenášeném stanicí VH1.
Byla vybrána, aby vytvořila hymnu pro mistrovství světa ve fotbale v roce 2002, píseň nazvala Boom.
Další písně, které vydala ze své druhé desky, se jmenovaly One Day In Your Life, Why'd You Lie To Me a You'll Never Be Alone.
Nazpívala také titulní píseň pro muzikál Chicago s názvem Love Is a Crime, a to v roce 2003.

### Anastacia (2003-2005)
Po léčbě rakoviny prsu vešla do nahrávacího studia už na konci roku 2003, kdy se rozhodla pro nahrání své třetí desky nazvané Anastacia. Album vyšlo v roce 2004 a první píseň se jmenovala Left Outside Alone. Na albu pracovala Anastacia i se zpěvákem americké skupiny P.O.D. Sonnym Sandovalem, se kterým napsala píseň I Do.
Album se stalo hitem stejně jako jeho titulní píseň. Dalšími písněmi, které putovaly do hitparád se jmenovaly Sick and Tired, Welcome To my Truth nebo emocionální balada Heavy on My Heart.

### Pieces Of A Dream (2005-2006)
Koncem roku 2005 se rozhodla vydat album svých největších hitů, které nazvala stejně jako jednu z písní. Jednou z dalších novinek na desce byla píseň Everything Burns, kterou Anastacia nazpívala i s ex-členem skupiny Evanescence Benem Moodym. Velkému ohlasu se těšil i duet I Belong to You, kde zpěvačka zpívá s italském zpěvákem Erosem Ramazzottim.

### Heavy Rotation (2008-2009)
Album vyšlo 30. října 2008. Pilotním singlem k albu je skladba I Can Feel You. Dalším singlem byl v rádiích Absolutely Positively. Album dostalo spoustu kladných recenzí, ale prodejně se albu nedařilo, Anastacia se na albu odklonila od svého typického poprocku a přiblížila se k popu, což hodně fanoušků odradilo.

### It's a Man's World (2012-2013)
Páté album vyšlo 9. listopadu 2012, obsahuje coververze singlů chlapských rockových kapel, z něhož byly vydány singly Dream On (Aerosmith) a Best of You (Foo Fighters)

### Resurrection (2014-2015)
Šesté album bylo návratem zpěvačky po vítězném překonání druhé rakoviny. První singlem se stala skladba Stupid Little Things.

## Osobní život
V lednu 2003 jí lékaři diagnostikovali rakovinu prsu. Ihned začala s léčbou a aby se ženy měly možnost více o této chorobě dozvědět, založila nadaci pro výzkum rakoviny prsu.
Dne 21. dubna 2007 se v Mexiku provdala za svého bodyguarda Wayne Newtona.
V únoru 2013 jí lékaři znovu diagnostikovali karcinom prsu. Anastacia podstoupila oboustrannou mastektomii a zrušila své evropské turné.

## Diskografie
| Rok  | Album                                                              | Umístění | Umístění | Umístění | Umístění | Umístění | Umístění | Umístění | Umístění | Umístění | Umístění | Umístění | Prodej                   |
| Rok  | Album                                                              | USA      | UK       | AUS      | NIZ      | ŠVY      | FIN      | NĚM      | ITA      | RAK      | ŠVE      | NOR      | Prodej                   |
| ---- | ------------------------------------------------------------------ | -------- | -------- | -------- | -------- | -------- | -------- | -------- | -------- | -------- | -------- | -------- | ------------------------ |
| 1999 | Not That Kind - 1. studiové album - Vydáno: 27. března 1999        | 168      | 2        | 2        | 1        | 1        | 9        | 2        | 5        | 3        | 9        | 1        | Celosvětově: 7,000,000+  |
| 2001 | Freak of Nature - 2. studiové album - Vydáno: 11. prosince 2001    | 27       | 4        | 10       | 1        | 1        | 8        | 1        | 3        | 2        | 1        | 1        | Celosvětově: 6,000,000+  |
| 2004 | Anastacia - 3. studiové album - Vydáno: 29. března 2004            | -        | 1        | 1        | 1        | 1        | 3        | 1        | 2        | 1        | 1        | 1        | Celosvětově: 20,000,000+ |
| 2005 | Pieces of a Dream - Best of album - Vydáno: 15. listopadu 2005     | -        | 6        | 23       | 10       | 3        | 17       | 7        | 3        | 4        | 23       | 11       | Celosvětově: 4,000,000+  |
| 2008 | Heavy Rotation - 4. studiové album - Vydáno: 30. října 2008        | -        | 17       | 47       | -        | 3        | 30       | 13       | 6        | 6        | 15       | 28       | Celosvětově: 500,000+    |
| 2012 | It's a Man's World - 5. studiové album - Vydáno: 9. listopadu 2012 |          |          |          |          |          |          | 16       |          |          |          |          | Celosvětově:             |
| 2014 | Resurrection - 6. studiové album - Vydáno: 2. května 2014          | -        | 9        |          |          |          |          | 5        | 5        |          |          |          | Celosvětově:             |

## Singly
- 1993: One More Chance
- 1993: Forever Luv (duet with David Morales)
- 1998: Mi Negra, Tu Bombón (duet with Omar Sosa)
- 1998: Not That Kind
- 1999: Tienes Un Solo (duet with Omar Sosa)
- 1999: I'm Outta Love
- 2000: Saturday Night's Alright for Fighting (duet with Elton John)
- 2001: Let It Be (duet with Paul McCartney, Anastacia other artists)
- 2001: I Ask of You (duet with Luciano Pavarotti)
- 2001: What More Can I Give (duet with Michael Jackson and other artists)
- 2001: Love Is Alive (duet with Vonda Shepard)
- 2001: 911 (duet with Wyclef Jean)
- 2001: I Thought I Told You That (duet with Faith Evans)
- 2001: Cowboys And Kisses
- 2001: Made For Lovin' You
- 2001: Paid My Dues
- 2002: One Day in Your Life
- 2002: Boom
- 2002: Why'd You Lie To Me
- 2002: You'll Never Be Alone
- 2002: You Shook Me All Night Long (duet with Celine Dion)
- 2002: Bad Girls (duet with Jamiroquai)
- 2003: Love Is a Crime
- 2003: We Are the Champions, We Will Rock You, Amandla (duet with Queen, Beyoncé, Bono, Cast and David A. Stewart)
- 2004: Left Outside Alone
- 2004: Sick And Tired
- 2004: Welcome To My Truth
- 2004: Heavy On My Heart
- 2004: I Do (duet with Sonny Sandoval)
- 2005: Everything Burns (duet with Ben Moody)
- 2005: Pieces Of A Dream
- 2005: Everything Burns (duet with Ben Moody)
- 2006: I Belong To You (duet with Eros Ramazzotti)
- 2007: Sing (duet with Annie Lennox and other artists)
- 2008: I Can Feel You
- 2008: Absolutely Positively
- 2009: Defeated
- 2009: Stalemate (duet with Ben's Brothers)
- 2009: Holding Back the Years (duet with Simply Red)
- 2010: Burning Star (duet with Natalia)
- 2010: Safety (duet with Dima Bilan)
- 2011: What Can We Do (A Deeper Love) (duet with Tiësto)
- 2012: If I Was Your Boyfriend (duet with Tony Moran)
- 2012: Dream on
- 2012: Best Of You
- 2014: Stupid Little Things
- 2014: Staring at the Sun
- 2014: Lifeline
- 2015: Take This Chance